# Indira Kanwar
Indira Kanwar, född okänt år, död 1763, var kejsarinna i Mogulriket i Indien, andra hustru till mogulkejsaren Farruch Sijar och mor till Hazrat Begum.
Hon var den sista hinduiska rajputprinsessa som gifte sig med en muslimsk stormogul.